# Joan de Giscala
Joan de Giscala (hebreu: יוחנן מגוש חלב Yohan em-Gush Halav 66-70) va ser un cap militar jueu proper als moviments Zelotes durant la Primera guerra judeoromana.
Luigi Cascioli, en el seu relat El llibre de Crist, associava la figura de Joan de Giscala a la de Joan l'Apòstol i Evangelista. El seu nom era Joan ben Levi (Yohan Ben-Levi), però s'anomena Joan de Giscala per Flavi Josep a les Guerres dels jueus.
Joan va ser un dels líders de la revolta jueva contra Roma l'any 66.
L'any 67, l'emperador Neró, molest per les dificultats trobades en la repressió de la revolta (els rebels liderats per Eleazar ben Simó que havia aconseguit destruir tota una legió romana, la Legió XII Fulminata), enviar a Vespasià (el futur emperador Vespasià), per sufocar l'aixecament amb un nombrós exèrcit. Vespasià va arribar a Judea i va demanar al seu fill, Titus Flavi Vespasià (el futur emperador Titus), el comandament de les operacions a Galilea.
Titus va començar primer posant setge a Jotapià, una fortalesa al comandament de Flavi Josep, que després d'una breu resistència es va rendir. Llavors va assetjar Giscala, la ciutat de Joan, que amb un truc (ajornant la negociació de la rendició sobre la base que era dissabte) va aconseguir escapar durant la nit, arribant a Jerusalem.
A la ciutat sagrada jueva, es van crear diferents faccions, un dirigit pel gran sacerdot Ananies estaven disposats a negociar la pau amb els romans, la posició predominant va ser, però, de continuar amb la intransigència dels zelotes i els idumeus (de la població àrab recentment convertida al judaisme). Però fins i tot dins de la línia durada de la facció, hi havia divisions, i Joan i els zelotes es van enfrontar amb Simó bar Giora i els idumenei. Joan va ocupar el Temple, mentre que Simó ho va fer amb la part baixa de la ciutat. Els combats entre les faccions van continuar fins i tot durant el setge de Jerusalem i en un moment van combatre Joan fins i tot contra Eleazar ben Simó.
L'any 70 finalment, va caure Jerusalem. Entre els presoners els romans van capturar a Joan, qui va ser portat a Roma, on va participar en l'entrada triomfal de Titus i va acabar els seus dies a la presó.